# María Caridad Colón
María Caridad Colón, född den 25 mars 1958 i Baracoa, Kuba, är en kubansk friidrottare inom spjutkastning.
Hon tog OS-guld i spjutkastning vid friidrottstävlingarna 1980 i Moskva. 